# Leonhard-Kapelle (Benesirnitz)

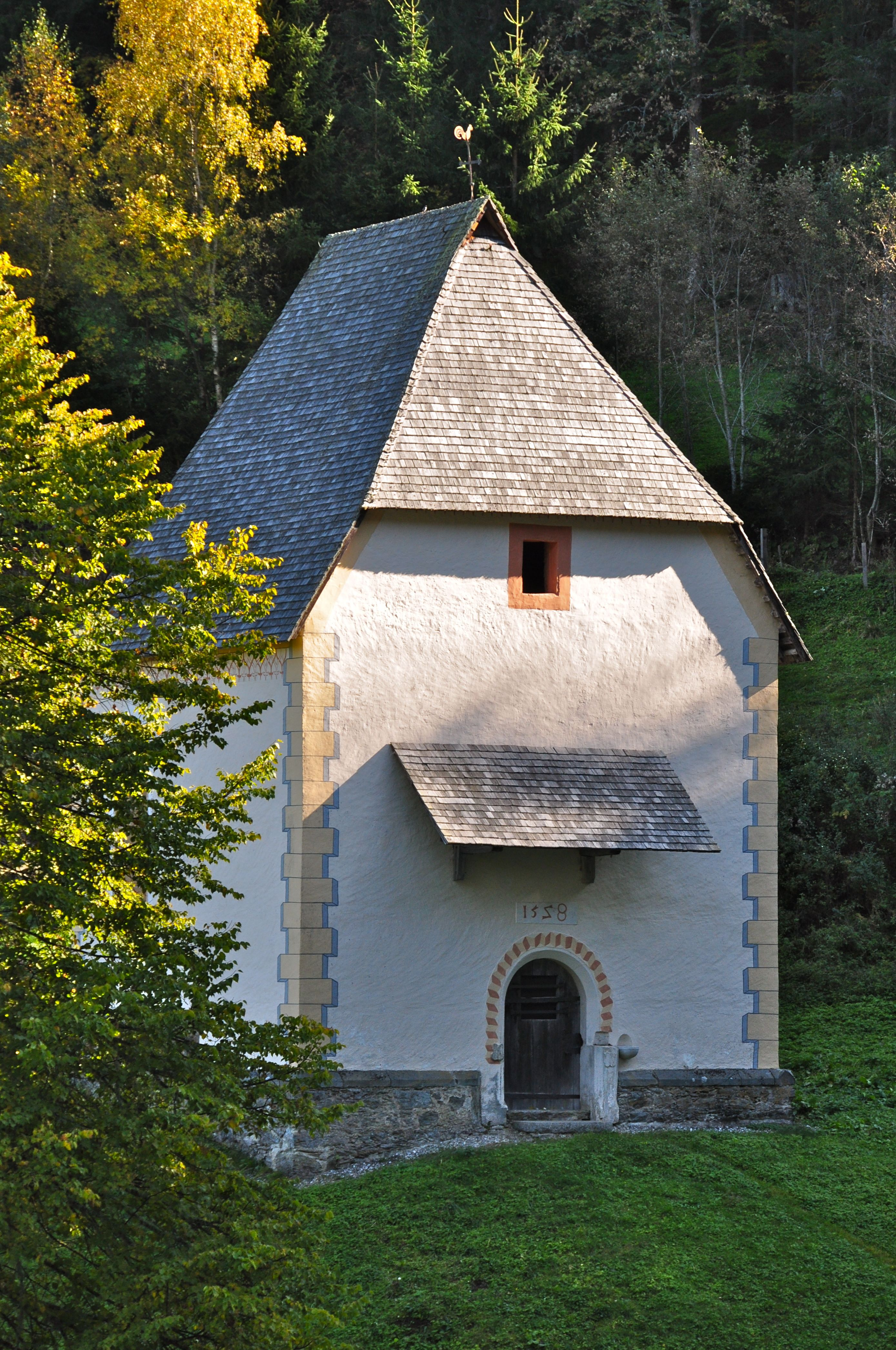
Leonhard-Kapelle in Benesirnitz

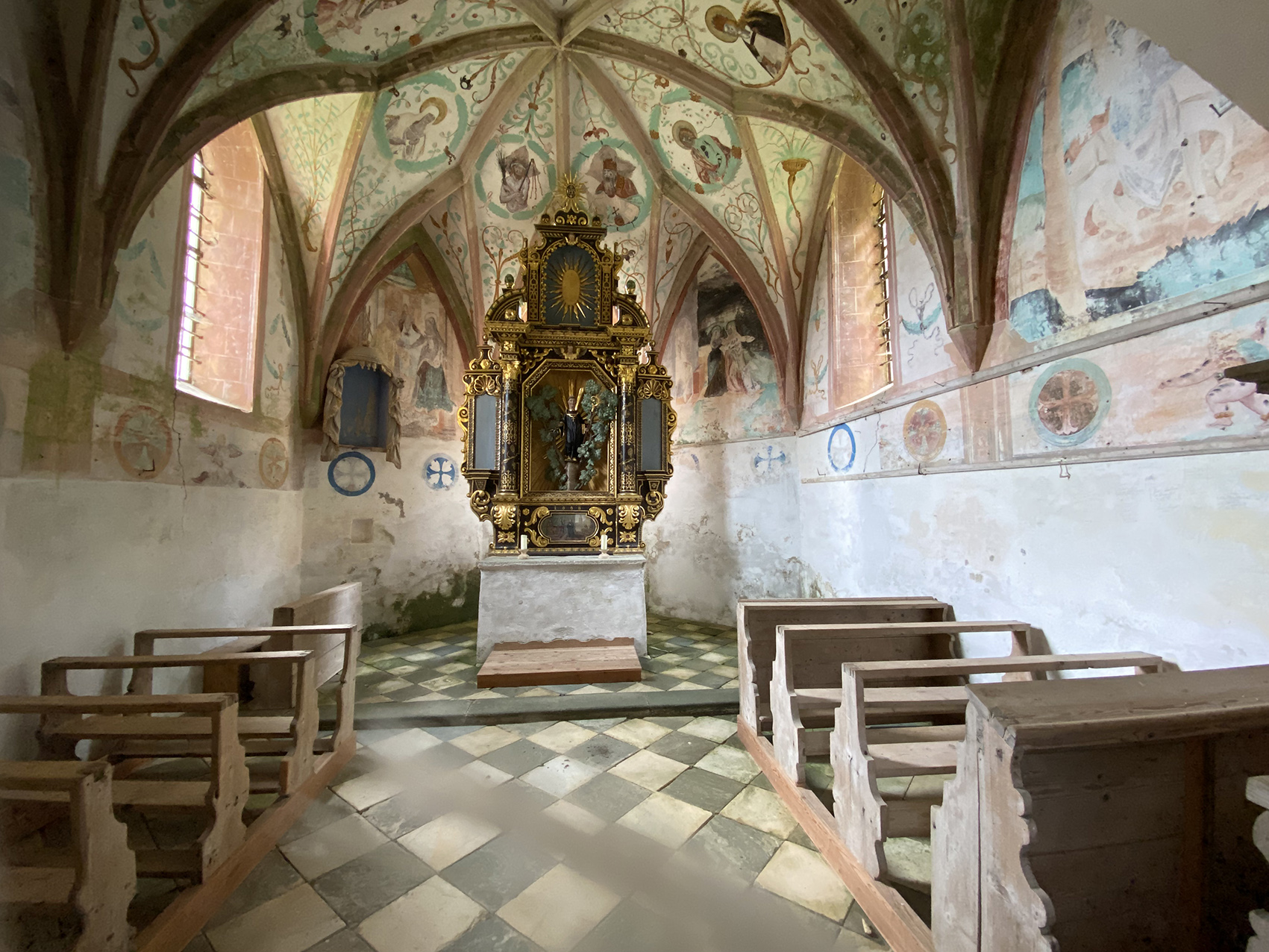
Innenansicht

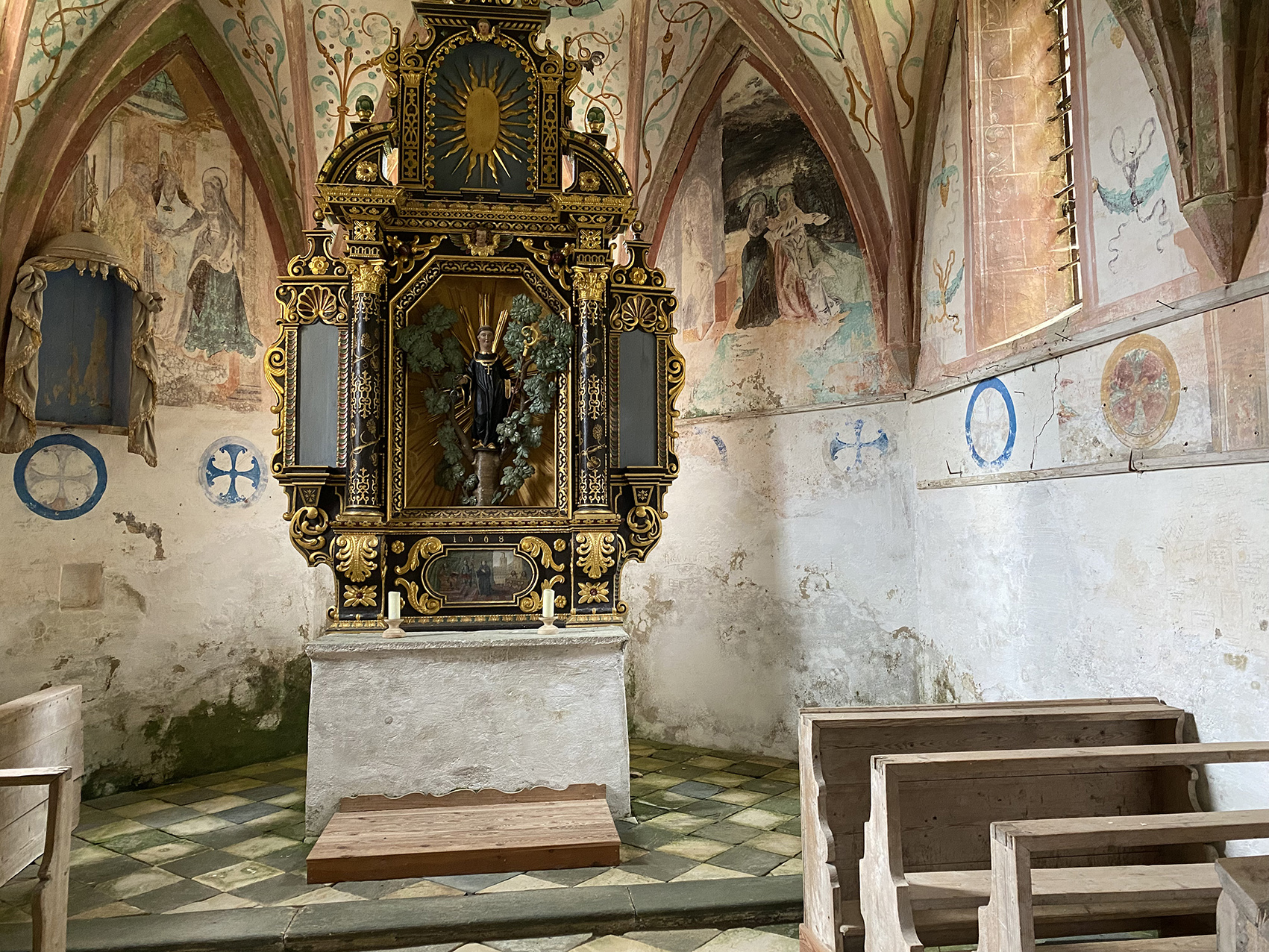
Chorraum und Altar

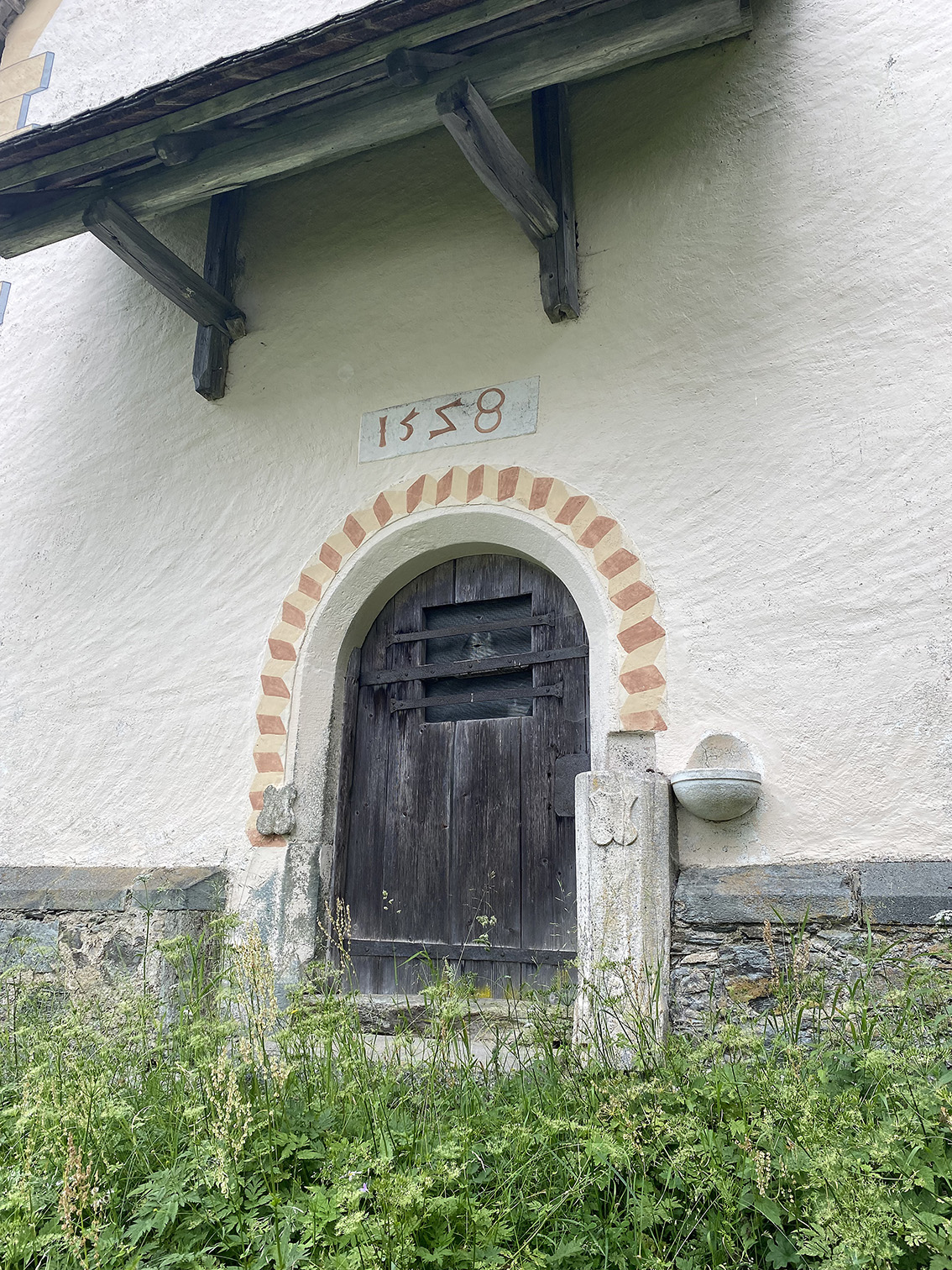
Die Kirchtür

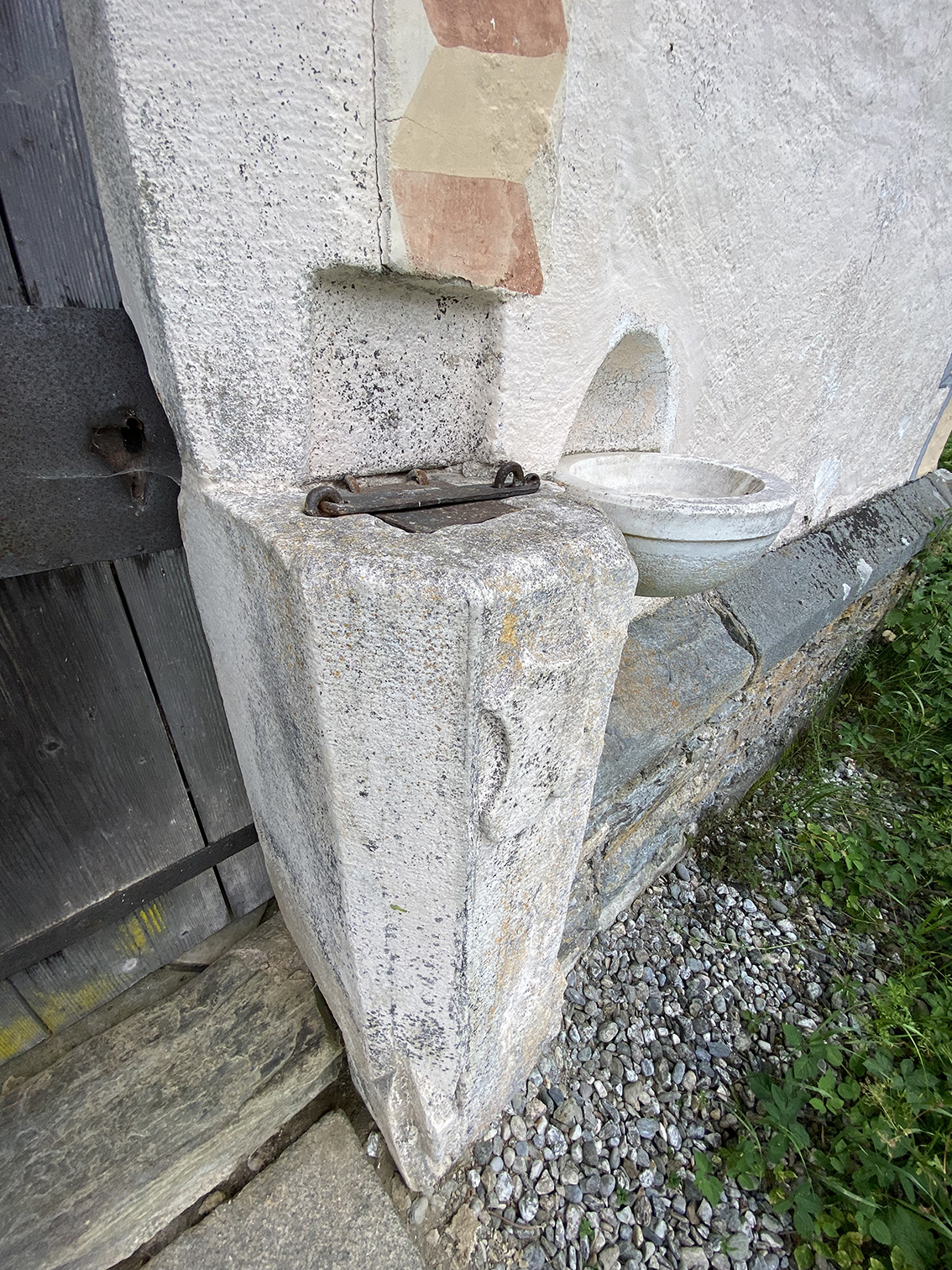
Altes und neues Weihwasserbecken neben dem Eingang

Die römisch-katholische St. Leonhard-Kapelle steht östlich der Filialkirche St. Leonhard im Bade im Weiler Benesirnitz in 1111 Meter Seehöhe in der Gemeinde Albeck im Bezirk Feldkirchen in Kärnten.

## Beschreibung
Die Kapelle ist über dem abgefasten Westportal mit 1528 datiert. Neben dem Portal befindet sich ein gotisches Weihwasserbecken aus dem 16. Jahrhundert. Die Fassade weist eine gemalte Eckquaderung und ein gemaltes Schmuckfries unter der Dachtraufe auf. Über dem einjochigen Kapellenraum mit Fünfachtelschluss und drei spitzbogigen Fenstern erhebt sich ein Netzrippengewölbe.
Die einheitliche Ausmalung der Kapelle entstand 1534. Das Gewölbe ist überwiegend mit Ranken und Medaillons mit Halbfiguren: Maria, Johannes der Täufer, weibliche Heilige und Engeln mit Spruchbändern bemalt. An den Wänden finden sich Darstellungen aus dem Marienleben: die Verkündigung, die Vermählung, die Heimsuchung, die Flucht nach Ägypten und die Marienkrönung. An den Wänden Illusionistische Architekturmalerei. Die Sockelzone ist übertüncht.
Der mit Knorpelwerk dekorierte Altar von 1668 trägt eine Figur des heiligen Leonhard vom Anfang des 16. Jahrhunderts. Die ehemaligen Seitenfiguren des heiligen Christophorus und eines heiligen Bischofs mit einer Braun-Gold-Fassung wurden 1994/95 restauriert.
Eine Votivtafel des 17. Jahrhunderts mit  der Darstellung des heiligen Petrus und der Vierzehn Nothelfer wird mit dem Gurker Bischof Sigismund Franz in Verbindung gebracht.